# Wehofen
Wehofen ist ein Stadtteil im Norden von Duisburg. Er liegt im Stadtbezirk Walsum, hat 7.434 Einwohner (Stand: 31. Dezember 2023) und umfasst eine Fläche von 2,37 Quadratkilometern.

## Geographie
Die an den Ortsteil DU-Walsum-Wehofen angrenzenden Ortsteile sind im Norden Dinslaken-Hiesfeld und -Barmingholten, im Osten Oberhausen-Barmingholten und -Holten, im Süden DU-Röttgersbach (bis 31. Dezember 1974 zu DU-Fahrn) und im Westen DU-Walsum-Aldenrade.

## Geschichte
Wehofen wurde erstmals im 11. Jahrhundert als "Widehoive" oder "Widehouwen" schriftlich erwähnt und war jahrhundertelang eine kleine Bauerschaft in der Gemeinde Walsum mit wenigen Bauernhöfen. Anfang des 20. Jahrhunderts begann die zum Thyssen-Konzern gehörige Gewerkschaft Deutscher Kaiser in Wehofen eine Schachtanlage zu bauen. Die Zeche Wehofen begann ab dem Jahre 1913 mit der Kohleförderung. Gleichzeitig wurde planmäßig eine Siedlung für die Bergleute und ihre Familien errichtet. 1918 standen bei einer Belegschaft von 1.545 Beschäftigten 877 Wohnungen zur Verfügung. Bis 1928 war diese eine Schachtanlage im Ortsgebiet Walsum neben der zweiten in Walsum angesiedelten Schachtanlage „Alt-Hamborn“ aktiv. 1928 wurde die Kohleförderung aufgrund der Weltwirtschaftskrise eingestellt und 1933 schloss die Zeche komplett.
Wehofen gehörte bis zum 1. Januar 1975 als Stadtteil von Walsum zum Kreis Dinslaken. Mit dessen Auflösung wurde Walsum der Stadt Duisburg zugeordnet (damalige Postleitzahl 4103 Walsum III, später 4100 Duisburg). Zum Stadtteil Wehofen gehören heute ferner Teile des von 1975 zu Hamborn gehörenden Fahrn. Den größten Teil macht die Siedlung Eickelkamp aus, die in den 1960er Jahren von der damaligen August-Thyssen-Hütte für ihre Beschäftigten auf ehemaligem Acker- und Weideland erbaut wurde.

## Siedlung Wehofen
Damit das Aussehen dieser typischen Zechensiedlung erhalten bleibt, stehen viele der alten Häuser sowie der Siedlungsgrundriss heute unter Denkmalschutz. Die Siedlung Wehofen wurde streng rasterförmig auf quadratischen Arealen errichtet. Die meisten Straßen verlaufen von Nordosten nach Südwesten bzw. Nordwesten nach Südosten, an einigen Randbereichen auch bogenförmig (z. B. Kirchwiesenweg) und im südlichen, für die Angestellten vorgesehenen Bereich auch gradlinig. Die Straßenkreuzungen sind großzügig angelegt, ansonsten wurde eher platzsparend gebaut. Die Häuser sind mit Sichtmauerwerk erbaut, mit niedrigen Verbindungsbauten zwischen den einzelnen Gebäudegruppen angelegt. Die Verbindungsbauten waren als Stallungen und als Durchgänge zum Blockinnenbereich ausgelegt, hinter den Häusern gab es weitere Wirtschaftsgebäude. Der Gruppenhausbau herrscht vor, es reiht sich Haus an Haus, allerdings hat jedes einen besonderen Eingang mit Loggia oder Außentreppe. Besonders auffällig ist die aufwändige Dachgestaltung, es wechseln sich Sattel-, Walm- und Krüppelwalmdächern ab. Dazu kommen Plätze an den Straßenkreuzungen, kleine Vorgärten, viele Baumpflanzungen (auch im Straßenraum) und gemeinschaftliche Grünflächen. Die Bäume sind zu den Straßennamen passend angepflanzt worden und teilweise heute noch so erhalten, zum Beispiel bei den Straßen „Unter den Linden“ und „Unter den Kastanien“. Viele Gehwegflächen und öffentliche Bereiche sind inzwischen zu Parkplätzen ausgebaut worden und verändern so den ursprünglichen Charakter der Freiflächen. Inzwischen wurde ein Projekt gestartet, um das Aussehen dieser Siedlung dem ursprünglichen Straßenbild anzupassen.